# Leonid Goubanov
Leonid Gueorguïevitch Goubanov (en russe : Леони́д Гео́ргиевич Губа́нов), né le 20 juillet 1946 à Moscou et mort le 8 septembre 1983 à Moscou, est un poète russe, fondateur du mouvement littéraire underground SMOG (СМОГ),,. De son vivant, il n'a quasiment pas été publié à l'exception de samizdat.

## Biographie
Leonid Goubanov est né le 20 juillet 1946 à Moscou. Il est le fils de l'ingénieur Gueorguï Gueorguïevitch Goubanov et d'Anastassia Andreïevna Perminova, employée à l'OVIR. Malgré les fonctions de ses parents, le petit Leonid est baptisé à l'église de la Sainte-Trinité sur le mont des moineaux.
Il commence à écrire des vers dès son enfance. En 1962, il commence des études de littérature. Certains de ses poèmes sont publiés dans le journal Pionerskaïa Pravda.
Passionné par le futurisme, il crée la revue néo-futuriste auto-publiée Bom, et organise quelques performances poétiques avec ses amis dans les universités de Moscou. Puis il commence ses études de littérature au Palais des pionniers de Moscou. Il attire l'attention de célèbres poètes. En 1964 Evgueni Evtouchenko aide à publier un extrait de poème de Leonid Goubanov dans la revue Jeunesse. Cette publication sera la dernière de Leonid Goubanov dans la presse soviétique.
Au début de l'année 1965, avec Vladimir Aleïnikov (ru), Vladimir Batchev (ru), Iouri Koublanovski et d'autres, il prend part à la création d'un mouvement littéraire et artistique indépendant, le SMOG (ru) (« Courage, Pensée, Image, Profondeur »), et en devient l'un de ses auteurs. Il fait également de son appartement le QG du SMOG. La première soirée poétique du mouvement a lieu le 19 février 1965 dans une bibliothèque d'arrondissement de Moscou.
Au printemps 1965, les poèmes de Leonid Goubanov sont publiés dans trois almanachs poétiques auto-édités : L'Avant-Garde, Tchou ! et Le Sphynx.
Sur sa proposition le SMOG organise une manifestation le 14 avril 1965 pour la défense de « l'art de gauche », et il prend part le 5 décembre 1965 au meeting de la transparence, place Pouchkine.
Il est hospitalisé quelque temps en hôpital psychiatrique, où on lui demande de témoigner contre Alexandre Ginsburg, qui avait transmis à Goubanov en juin 1966 des extraits de journaux étrangers parlant du SMOG.
On fait venir les parents de Leonid Goubanov au Comité de la ville (Gorkom), où on les avertit que leur fils va être arrêté, s'il n'arrête pas ses performances poétiques.
Sous la pression du gouvernement, le SMOG disparaît en 1966. Pendant la période de stagnation brejnevienne, Leonid Goubanov ne prend pas part à la vie littéraire officielle. Il peine affreusement à gagner de l'argent (il est ouvrier dans une expédition géophysique, travaille dans un laboratoire de photographie, comme pompier, peintre-décorateur, concierge, porteur…). Le bruyant succès qui dure des années 1960 à la fin des années 1970 laisse place à un oubli presque total.
Il meurt le 8 septembre 1983 à l'âge de 37 ans, et est enterré à Moscou dans le cimetière de Khovansk.

## Œuvre
En 1994, le premier recueil des poèmes de Leonid Goubanov, Un Ange dans la Neige est édité chez Ima-Press.
Ses vers sont mis en musique, et interprétés par Victor Popov, Aleksandr Dereviaguine (d), Vladimir Berejkov (ru), Elena Frolova, Nikolaï Iakimov, Denis Berejnoï (ru), Andreï Stoujev, Inna Toudakova, Alexandre Chtcherbina, Dmitri Kolenine, Alexandra Kostina, Emelian Markov, Alexandre Sabadach.
Le slaviste allemand Wolfgang Kasack porte l'appréciation suivante sur son œuvre :

« Ses vers sont extraordinairement riches en métaphores, parfois difficiles à analyser. Parfois par le biais de répétitions dans le lexique, la syntaxe ou les sons, elles en deviennent presque incantatoires. »

— Wolfgang Kasack

## Publications
- 1994 — Un Ange dans la neige, préface de I. Doudinski. — ИМА-Пресс. — 192 p.
- 2003 — Déporté vers ma muse, Время, (Поэтическая библиотека)[6]
- 2006 — Le cheval gris, Эксмо. — 384 p. : ил. Золотая серия поэзии[7]
- 2012 — Les festin des mots... : Vers et poèmes de Leonid Gouvanov ; contribution de I.C. Goubanova ; articles de L. A. Annenkov et A. A. Choubrine ; «Vita Nova». - 592 p.: 116 illustrations (manuscrits). —  (ISBN 978-5-93898-420-2).

## Famille
- Ielena Bassilova (ru) — épouse, poétesse.